# Leuchtturm Tendra
Der Leuchtturm Tendra (ukrainisch Тендрівський маяк Tendriwskyj majak, russisch Тендровский маяк Tendrowski majak; auch Leuchtturm Tendrovsky) gilt als einer der ältesten an der Schwarzmeerküste und ist einer der wichtigsten Leuchttürme des Schwarzen Meeres, da er die Schifffahrtsroute nach Odessa und in die Häfen der Dnepr-Bug-Region nach Mykolajiw und Cherson kennzeichnet. Er befindet sich auf der Insel Tendra, gegenüber der Halbinsel Tarkhankut (Krim). Gebaut wurde er vom niederländischen Wasserbau-Ingenieur Boris von der Fleiss (1762 – 1846), der seit 1792 im russischen Dienst stand. Er entwarf und baute unter anderem 1794 das Admiralitätsgebäude in Odessa.

## Lage
Der Leuchtturm Tendrovsky wurde am Westufer der Tendra-Nehrung ca. 5 Kilometer südlich von deren Nordrand, dem Tendriv-Spit, errichtet. Er begann seinen Dienst für die Schifffahrt am 11. September 1827. Er wurde an einem verlassenen, unbewohnten Ort gebaut, wo es nicht einmal Feldwege gab, was den Bau und die Wartung sehr schwierig machte. Und bald stellte sich heraus, dass die Nehrung sehr schnell vom Meer überspült wurde. Die Brandungslinie war im Jahr der Fertigstellung 94 m vom Turm entfernt, so näherte sie sich bis heute in gefährliche Nähe und bedroht seinen Standort.

## Geschichte
Es gibt Informationen, dass die Lichter auf dieser Landzunge von den alten Griechen angezündet wurden, weil ihre Schiffe in dieser Gegend oft zu Schaden kamen.
Die Tendra-Nehrung wird auch Achilleslauf genannt – zu Ehren des Herrschers Pontus Euxinus (antiker Name für das Schwarze Meer).
An der Westküste des Kopfes der Tendriv-Nehrung befindet sich ein Heiligtum, das Achilles gewidmet ist. Informationen darüber existieren nur in antiken Quellen. Aber 1824 interessierte man sich für diesen ungewöhnlichen Hügel. Bei der Ausgrabung wurden mehr als 800 griechische, bosporusische, thrakische und römische Münzen gefunden. Antike Keramik, Marmorplatten mit Widmungstexten etc. um den Seefahrern zu danken, so dass sie Achilles großzügige Spenden gebracht haben. Vielleicht gab es in der Antike einen Leuchtturm auf der Landzunge – ein Gebiet, das als wichtig für Seefahrer galt, die zur Mündung des Dnjepr fuhren, wo es große und reiche antike griechische Städte gab.
Admiral Fjodor Fjodorowitsch Uschakow (1745–1817) errang 1790 bei der Seeschlacht von Tendra seinen Sieg über die türkische Flotte. Während des Überfalls auf die Insel im Jahr 1905 wurde die revolutionäre Flagge auf dem Schlachtschiff Potemkin gehisst. Jahrzehnte später kehrte das legendäre Kriegsschiff nach Tandra zurück – der Mast diente als Navigationsmarker. Anschließend wurden sie durch normale Schilder ersetzt und die Masten in das Nikolajew-Schiffbaumuseum überführt.
Auf dem Meeresgrund in der Nähe von Tandra liegt ein ewiges Denkmal für die Schiffe der Schwarzmeerflotte – der Zerstörer Frunse; er wurde bei deutschen Luftangriffen durch Bombentreffer am 21. September 1941 versenkt. Ein weiteres lebendiges Kriegsdenkmal ist eine Herde halbwilder Pferde am Fluss Tendra, die von im Krieg ausgesetzten Leuchtturmpferden gegründet wurde. Später kamen sie furchtlos zu der am Leuchtturm errichteten Wasserstelle.

## Gebäude
Der Leuchtturm Tendrovsky wurde 1827 erbaut und begann seinen Dienst für die Schifffahrt am 11. September. Er steht seitdem trotz vieler stürmischer Ereignisse in seiner Nähe unverändert und behält sein ursprüngliches Aussehen bei – ein weißer runder Steinturm mit einer Höhe von 30 m und zwei schwarzen horizontalen Streifen. Obwohl sich die Ausstattung radikal geändert hat.
Erst 1903–1904 wurde der Leuchtturm überholt. Anstelle eines Katapultapparates mit 16 Gasdochtlampen wurden Fresnel-Linsen samt Laternenstruktur installiert. In den Jahren des Bürgerkriegs und der Intervention wurde der Leuchtturm stillgelegt und seine Arbeit erst Ende 1923 wieder aufgenommen. Während des Zweiten Weltkriegs stand der Leuchtturm im Mittelpunkt der Kämpfe um die Tendra-Nehrung. Eine Artilleriebatterie war hier stationiert, um Konvois von Schiffen zu schützen, die die Verteidigung von Odessa sicherten. Nach der Befreiung der Krim wurde der Leuchtturm restauriert, mit moderner Leuchtturmausrüstung ausgestattet und das Hauptgebäude und Wirtschaftsräume umgebaut und modernisiert.
Heftige Herbststürme von außergewöhnlicher Stärke spülten im Jahr 1981 etwa fünfundzwanzig Meter Strand am Leuchtturm weg durch anhaltend lange Südwinde. Wasser drang ein und überspülte den Turm und die Leuchtturmgebäude und verursachte erheblichen Schaden. Die Hydrographen waren entsetzt. Wie kann man den Leuchtturm retten? Reparieren oder neu bauen und wo bekommt man dafür Fördergelder? Der älteste Wasserbauingenieur und Hydrologe der Schwarzmeer-Region, der damals 90-jährige Volodymyr Ivanovych Averichev, rettete sie, rettete sie buchstäblich vor unnötigem Aufwand an Energie und Ressourcen und vor unnötigen Sorgen. Nachdem er die Situation vor Ort untersuchte und die notwendigen Beobachtungen organisiert und durchgeführt hatte, erklärte er nach einer Weile: Es ist Nichts zu tun, alles wird wieder normal ! Eineinhalb Jahre später hatte sich der Strand in der Nähe des Leuchtturms wieder vollständig hergestellt.
Der Grund für den Bau des Leuchtturms waren einst die zahlreichen Strandungen von Schiffen, die vom Bosporus nach Odessa fuhren, aber von stürmischen Westwinden zerstört wurden. Um die Leuchttürme Tendrovsky und Odessa nachts nicht zu verwechseln, hatten sie unterschiedliche Leuchtfeuereigenschaften. Die Kerosinbrenner wurden durch moderne automatisierte lichtoptische Geräte ersetzt, der Leuchtturm ist ständig modernisiert und mit anderen Spezialgeräten für verschiedene Zwecke ausgestattet. Aber der steinerne Leuchtturm selbst ist bis heute derselbe geblieben.

## Philatelistische Würdigung
In philatelistischer Würdigung des Leuchtturms gab die Ukrainische Post mit Ausgabetag 8. Oktober 2010 in einem Block von 6 Leuchtturm-Postwertzeichen eine Briefmarke im Wert von 1,50 Hrywnja heraus. Die Ausgabe 2010 (Nr. 1070) erfolgte in einer Auflage von 115.000 Stück.